# علي نجم
علي محمد نجم (10 أبريل 1930 - 22 مايو 2007) محافظ البنك المركزي المصري عام 1985 وحصل علي لقب الشخصية المصرفية العربية الأولي عام 2002, وكان آخر مناصبه رئاسة بنك الدلتا الدولي وشركة مصر للمقاصة. وأثناء عمله كمحافظ للبنك المركزي المصري أسهم في علاج تثبيت سعر الصرف للجنيه المصري أمام الدولار الأمريكي. 
يلقب بشيخ المصرفيين المصريين.
من مواليد (الشرقية) ودرس أسواق النقد بباريس والاقتصاد والمالية العامة من الجامعة الأمريكية بواشنطن ودرس في صندوق النقد الدولي والبنوك الإنجليزية وحصل علي الماجستير من تجارة القاهرة وبكالوريوس التجارة والاقتصاد وشهادة(ب) في العلوم العسكرية للضباط الاحتياط الجامعيين. وتدرج في العمل المصرفي حتي وصل الي منصب محافظ البنك المركزي حتي عام 1985.

## إسهاماته الاقتصادية
- رأس مجموعة البنك العربي الأمريكي' اليوباف'.
- رئيس اتحاد المصارف العربية والفرنسية.
- نائب الرئيس والعضو المنتدب للمصرف العربي الدولي.
- محافظ مصر لدي بنك وصندوق التنمية الأفريقي.
- محافظ مصر المناوب لدي صندوق النقد الدولي.[3]

## أوسمة ونياشين
- نوط الامتياز من الطبقة الأولي من مصر.
- وسام الشرف من طبقة فارس من فرنسا.
- وسام الاستحقاق من طبقة كوماندور من ألمانيا الغربية.
- وسام الاستحقاق الوطني للجمهورية الفرنسية.
- وسام الاستحقاق من طبقة كومنداتوري للجمهورية الإيطالية عام 1983.
- ميداليات شرف وتقدير من الاتحاد السوفيتي - تشيكوسلوفاكيا - ألمانيا الشرقية - يوغوسلافيا.

## أهم المؤلفات والبحوث العلمية المنشورة
- صندوق النقد الدولي / نشأته نظامه ودوره الاقتصادي عام 1964.
- اتفاقيات التجارة والدفع واثارها عام 1967.
- صندوق النقد الدولي في 25 عاما عام 1972.
- المؤسسات المالية الدولية عام 1985.
- Arab International Banking Cooperation 1987
- التعاون بين المصارف العربية عام 1988
- البنوك الإسلامية امام البنوك التقليدية عام 1988.
- Capital Investment Entities -Their impact on the Egyptian Economy 1988
- النظام المصرفي العربي /الوضع الراهن وافاق المستقبل عام 1989.
- الجهاز المصرفي المصري ودوره في الاقتصاد القومي عام 1989.
- المصارف العربية في الخارج عام 1989.
- المديونية الخارجية للدول العربية عام 1989.[4]